# Asunción Sánchez Zaplana
Asunción Sánchez Zaplana (Alicante, 11 de noviembre de 1965) es una política y química española.

## Biografía
Nacida en la ciudad de Alicante, el día 11 de noviembre de 1965.
Es licenciada en Ciencias Químicas.
En el mundo de la política es miembro del Partido Popular de la Comunidad Valenciana (PPCV), con el cual desde 1999 ha formado parte de los gobiernos municipales del Ayuntamiento de Alicante.
En ese mismo año ya fue nombrada concejala de Acción Social y Medio Ambiente, siendo reelegida en 2003, 2007 y 2011 y sumando en esas fechas las competencias de teniente de alcalde.
Seguidamente en diciembre de 2012 fue nombrada por el entonces presidente de la Generalidad Valenciana Alberto Fabra como consejera de Bienestar Social, en sucesión de Jorge Cabré Rico. Luego, tras las elecciones a las Cortes Valencianas de 2015 fue reemplazada en su cargo de consejera por Mónica Oltra, debido a la entrada del nuevo gobierno autonómico formado en coalición por Ximo Puig (PSPV-PSOE) como presidente y por Oltra (Coalició Compromís) que a la vez de ocupar la consejería ejerce también de vicepresidenta.
Para las municipales de ese año, se presentó como candidata a la Alcaldía de Alicante logrando ser la más votada con un total de 38.490 votos, que finalmente no le fueron suficientes para obtener la mayoría absoluta para gobernar. Su partido cabe destacar que perdió 10 concejales respecto a las anteriores elecciones de 2011, por el cual se ha convertido en concejala y jefa de la oposición al gobierno municipal de coalición cargo que abandono el 15 de enero de 2016. liderado por el socialista Gabriel Echávarri (PSPV-PSOE), Acord Ciutadà, Coalició Compromís y Ciudadanos-Partido de la Ciudadanía.
Al mismo tiempo que es líder de la oposición del ayuntamiento alicantino, también es senadora en el Senado de España tras haber sido elegida en las elecciones generales de España de 2015 celebradas en diciembre, como número dos de la lista popular de la circunscripción electoral de Alicante y nombrada el 13 de enero de 2016. Como senadora ha sido portavoz de la Comisión parlamentaria de Cooperación Internacional para el Desarrollo, viceportavoz de la Comisión Mixta de Relaciones con el Defensor del Pueblo y vocal de las Comisiones de Medio Ambiente y Cambio Climático y de Sanidad y Servicios Sociales.

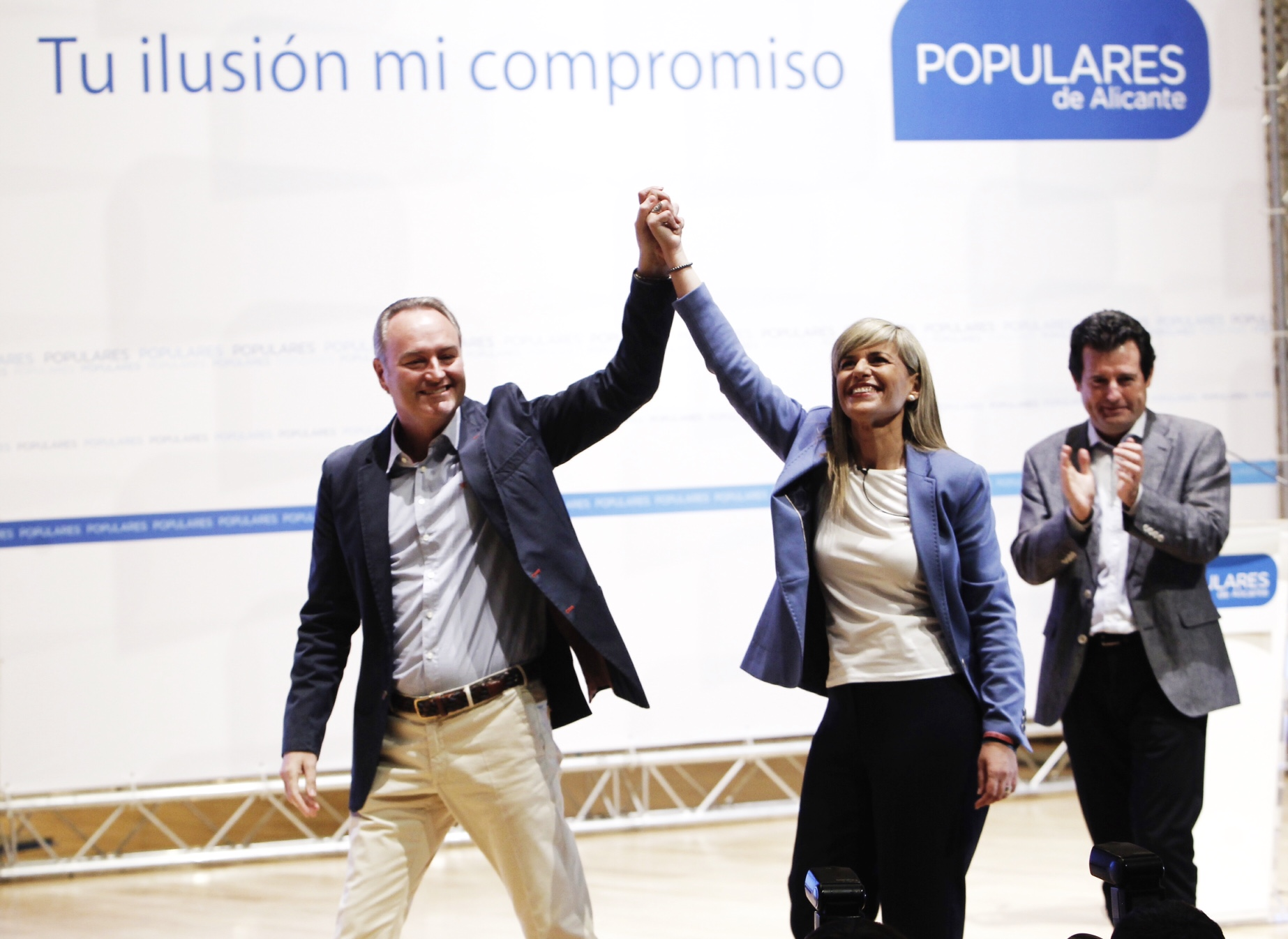
Proclamación de Asunción Sánchez Zaplana como candidata del PP a la alcaldía de Alicante